# Giovanni Montano
Giovanni Montano (Lavello, 1844 – Lavello, 1901) è stato un medico e scienziato italiano, scopritore del favismo e studioso delle relative cure.

## Biografia
Giovanni Montano nacque nel 1844 a Lavello (PZ), dove fu medico e ricoprì la carica di sindaco. A fine Ottocento propose di dare il nome favismo all'intossicazione da fave, una patologia che egli osservò moltissime volte. A tale tema il medico dedicò una comunicazione dal titolo Del favismo o intossicazione fabacea al XI Congresso medico internazionale tenutosi a Roma nel 1894.

## Pubblicazioni
- Giovanni Montano, Favismo: comunicazione fatta all'11º Congresso medico internazionale in Roma 1894, Melfi, Grieco e Ercolano, 1894.
- Giovanni Montano, Contributo intorno alla malattia dovuta ad uno speciale microrganismo che si produce sopra alcune graminacee, Melfi, Liccione, 1897.
- Giovanni Montano, Bacillus graminearum : osservazioni e ricerche, Melfi, Grieco, 1898.
- Giovanni Montano, Sul cosi detto mal della torta, Napoli, Tocco, 1898.
- Giovanni Montano, Favismo: nuovo contributo clinico-sperimentale, Melfi, Grieco e Ercolano, 1899.